# 910 Anneliese
A 910 Anneliese (ideiglenes jelöléssel 1919 FB) a Naprendszer kisbolygóövében található aszteroida. Karl Wilhelm Reinmuth fedezte fel 1919. március 1-én.